# Леонтьевский переулок
Лео́нтьевский переу́лок (до середины XVIII века — Шереме́тевский переу́лок, в 1938—1993 годах — у́лица Станисла́вского) — переулок в Центральном административном округе города Москвы. Проходит от Большой Никитской улицы до Тверской, лежит между Тверским бульваром и Вознесенским переулком.
По ходу движения к Тверской улице справа примыкает Елисеевский переулок. Слева примыкают Шведский тупик и Большой Гнездниковский переулок. Нумерация домов ведётся от Большой Никитской улицы.

## История

### Происхождение названия
Название середины XVIII века, дано по фамилии домовладельца, генерала-аншефа М. И. Леонтьева — видного политического и военного деятеля XVIII века. Ранее переулок назывался Шереметевским — по дому боярина и оружейничего Шереметева.
В XVII — начале XVIII веков местность между Тверской и Большой Никитской улицами становится аристократическим районом. М. И. Леонтьев впервые упоминается в качестве домовладельца в этом переулке в 1725 году, ещё когда он был в чине кавалерии бригадира. Леонтьевы стали самыми крупными домовладельцами (им принадлежали нынешние участки под домами № 8—12 и 27). Поэтому называвшийся прежде Шереметевским, переулок стали называть Леонтьевским.
В 1938 году был переименован в улицу Станиславского, который жил в этом переулке. В 1993 году переулку возвращено его историческое название.

### Взрыв в Леонтьевском переулке
В 1919 году в доме № 18, где заседал московский комитет РКП(б), произошёл террористический акт, совершённый группой анархистов. В результате взрыва брошенной бомбы погибли 12 человек, ещё 55, включая Н. И. Бухарина, получили ранения. После случившегося большевики призвали к расправе с контрреволюционерами и красному террору.

## Примечательные здания и сооружения
В 2000-е годы несколько исторических зданий в переулке были разрушены, а на их месте возведены многоэтажные офисные здания и «элитные» жилые дома.

### По нечётной стороне

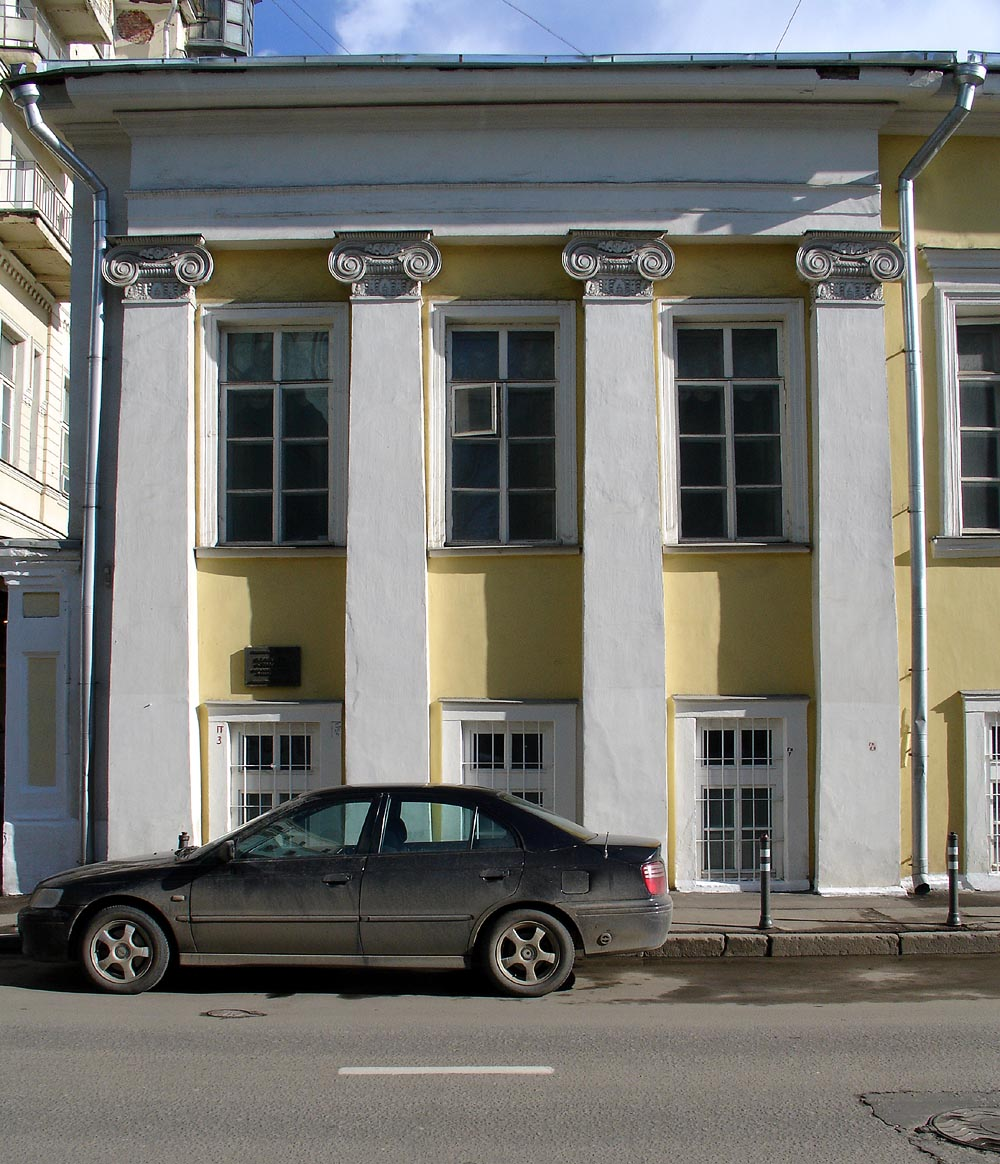
№ 6, дом П. С. Хлопова (ныне Дом-музей К. С. Станиславского).

- № 1/2 — Здание ТАСС (1970—1977, архитекторы В. С. Егерев, А. А. Шайхет, З. Ф. Абрамова, Г. Л. Сирота; инженеры Б. С. Гурвич, Ю. С. Маневич, А. Я. Коганов)[3][4].
- № 5 — Типография А. И. Мамонтова (1872, архитектор В. А. Гартман; 1896, архитектор И. А. Иванов-Шиц; 1900, гражданский инженер В. А. Властов)[5][4].
- № 7 — Музей народного искусства (Кустарный музей Сергея Тимофеевича Морозова). Левая часть середина XVIII века — 1902—1903, пристройка по проекту С. У. Соловьёва; правая часть с «древнерусским» крыльцом — 1911, архитекторы А. Э. Эрихсон, В. Н. Башкиров, при участии М. А. Дурнова. Ранее на этом месте стоял дом, в котором с 1874 года до середины 1880-х годов жила актриса Малого театра Г. Н. Федотова.[6] 20 декабря 2006 года распоряжением Федерального агентства по управлению государственным имуществом (Росимущества) это здание закреплено за ансамблем «Берёзка» на праве оперативного управления[7][8].
- № 9 — дом городского головы Н. А. Алексеева (1880-е годы, архитектор Д. Н. Чичагов)[9]. В 2007 году был проведён капитальный ремонт здания с заменой перекрытий и кровли. В настоящее время здесь размещается Представительство ООН в Москве, UNICEF, UNDP, UNEP, UNAIDS, WHO и ряд других международных организаций[10].
- № 11 — на этом месте находились владения предка Л. Н. Толстого князя П. И. Горчакова. На первом этаже размещался популярный антикварный магазин А. Н. Ерыкалова. Старинный дом снесён в 2003 году для строительства «элитного жилого дома»[2].
- № 13,  памятник архитектуры (утраченный) — находившийся на этом месте дом принадлежал родителям Н. С. Мартынова, друга и будущего убийцы М. Ю. Лермонтова. До ссоры Лермонтов часто бывал в этом доме. В середине XIX века здесь жили декабрист З. Г. Чернышёв, проектировщик московского водопровода А. И. Дельвиг, известный скрипач и педагог И. В. Гржимали, оперная певица Е. А. Лавровская. В советское время в доме жил востоковед В. И. Авдиев[11]. Перед разрушением в 2003 году здание было исключено из списка «вновь выявленных объектов культурного наследия» в связи «с полной физической утратой». В настоящее время здесь располагается «элитный жилой дом с подземной парковкой»[2].
- № 15 — ранее на этом месте стояло небольшое здание, которое в конце 1850-х годов принадлежало дяде Н. С. Лескова, у которого писатель останавливался во время приездов в столицу. Здесь же в 1860-е годы жила актриса Е. Н. Васильева, близко дружившая с драматургом А. Н. Островским[6]. В мае 1914 года в доме разместился музей городского хозяйства Москвы под руководством историка П. В. Сытина. В 1964 году по проекту архитектора М. Н. Круглова на участке был построен жилой дом работников ЦК КПСС. Здесь жили высшие руководители партии и советского правительства Г. В. Романов, М. С. Соломенцев, Д. Ф. Устинов, Н. Г. Егорычев, В. Ф. Гарбузов (мемориальная доска, 1988, скульптор М. Н. Смирнов, архитектор А. И. Смагин)[12], авиаконструктор А. Н. Туполев[13].
- № 19 — Гимназия имени Капцовых. Здание надстроено в 1950-х годах по типовому школьному проекту[14]. В 1900-х годах в доме жила актриса Г. Н. Федотова[6].
- № 21 — доходный дом Н. С. Лутковского (1905—1906, архитектор И. П. Машков).
- № 25,  памятник архитектуры (утраченный) — находившийся здесь дом являлся образцом послепожарной застройки Москвы начала XIX века. Здесь жили: знакомый А. С. Пушкина декабрист И. Н. Горсткин, известный архитектор и археолог А. А. Мартынов, актриса Малого театра Г. Н. Федотова, писатель Б. А. Пильняк. В 2005 году по распоряжению мэра Москвы Ю. М. Лужкова[15] здание было снесено под строительство «многоэтажного офисного центра класса „A“ общей площадью 6 650 м² с трехуровневой подземной парковкой»[2][16].
- № 25/10, стр. 2,  памятник архитектуры (вновь выявленный объект) — жилой дом (XIX век — 1-я половина XX века). Здесь в квартире № 14 в 1927—1939 годах жил и работал академик И. М. Губкин[5].
- № 27/12, стр. 2-3,  ЦГФО — доходный дом В. В. Пегова (1-я половина XIX века; 1872, архитектор П. П. Зыков; 1880, архитектор П. П. Зыков-сын)[5].

### По чётной стороне
- № 2/26 (по Большой Никитской),  памятник архитектуры (вновь выявленный объект) — доходное владение, т. н. «Наполеоновский театр» (2-я половина XIX века, архитектор М. И. Никифоров, в основе городская усадьба П. А. Позднякова-Юсуповых). Дом был внесён архитектором М. Ф. Казаковым в Альбом лучших гражданских зданий Москвы. В оккупацию 1812 года в здании размещался французский театр, в котором неоднократно бывал на концертах Наполеон I[17][18]. В 2010-х годах в расселённом и заброшенном здании поселились нелегалы. В октябре 2015 года здесь случился пожар — горел мусор на 1-м и 2-м этажах.
- № 2а — на этом месте до 2003 года находился хозяйственный флигель усадьбы князей Мещерских. С 1858 года зданием владела графиня Аграфена Закревская. В доме жили известный артист и драматург А. И. Южин и актриса М. П. Лилина, ставшая впоследствии супругой К. С. Станиславского. Именно в этом доме Станиславский сделал ей предложение. На месте снесённого дореволюционного здания построен «элитный жилой дом с подземной парковкой»[2].
- № 4 — главный дом городской усадьбы князей Мещерских — Е. А. Волковой (середина XVIII века; 1817—1823)[4]. В 1900-е годы в доме жил У. Г. Иваск[19]. Сейчас — посольство Греции.
- № 6 — дом П. С. Хлопова (в основе — палаты конца XVII века; 1777; 1830-е)[9]. С 1837 года по конец 1840-х годов, когда дом принадлежал Волкову, здесь жил актёр и театральный педагог И. В. Самарин. Сейчас — дом-музей К. С. Станиславского[6]
- № 8,  ЦГФО — доходный дом (1896, архитектор А. С. Каминский; 1912 — надстроен тремя этажами)[9][5].
- № 10, стр. 1,  памятник архитектуры (региональный) — усадьба Каратаевых-Морозовых с особняком И. В. Морозова (1896, архитекторы А. С. Каминский, А. Э. Эрихсон; в 1905 году выполнены интерьеры по рисункам архитектора Ф. О. Шехтеля)[9][5]. В доме в 1920-х — начале 1940-х годов помещалось германское посольство. Впоследствии здесь было Совинформбюро, где составлялись сводки боев и побед в Великой Отечественной войне. С 1949 года в доме работало посольство Германской Демократической Республики, а потом он был занят посольскими учреждениями Кубы и банком. Какое-то время  в здании располагались Центральный офис ВАО «Интурист» и магазин путешествий SAS. В 2019 году завершилась длившаяся 4 года масштабная реставрация здания с восстановлением элементов интерьера и экстерьера, пришедших в негоднось или уничтоженных за более чем столетнюю историю эксплуатации. В настоящее время в особняке располагается посольство Катара[20].
- № 12 — доходный дом А. А. Олениной с уникальным лепным декором в «русском» стиле, имитирующим резьбу по дереву; перестройка — 1896, архитектор А. П. Белоярцев[9]. В доме жил киносценарист Э. В. Брагинский[21]. Во флигеле дома в 1882 году останавливался путешественник Н. Н. Миклухо-Маклай[6]. Ценный градоформирующий объект[5].
- № 14 — доходный дом — жилой дом ЖСК «Союзстандартжилстрой» (1820-е; 1886, 1892, архитектор В. П. Загорский; 1912—1913, архитектор А. П. Белоярцев; 1932—1936; 1970, архитектор М. А. Посохин). В доме жили певица Татьяна Шмыга[22], певец Муслим Магомаев[23], актриса Элина Быстрицкая.
- № 16 — доходный дом — антикварный магазин «Луксор» (начало XIX века; 1874 — надстройка; 1905 — перестройка, изменение фасада в стиле «модерн»)[9]. Сейчас — Посольство Азербайджана.

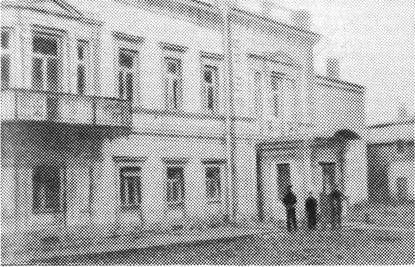
№ 18, дом графа А. С. Уварова — здание Московского комитета РКП(б).

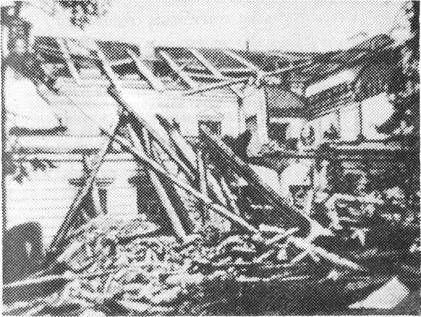
Результаты взрыва в Леонтьевском переулке.

- № 18 — дом И. А. Заборовой — графа А. С. Уварова (середина XVIII века; первая треть XIX века; ограда — 1854; конец XIX века, архитекторы К. М. Быковский, С. У. Соловьёв, И. П. Машков)[24]. В 1824 году в доме жил композитор А. А. Алябьев[6]. В годы Гражданской войны в здании располагался Московский комитет РКП(б). 25 сентября 1919 года здесь произошел теракт: через окно в зал заседания была брошена бомба, бросившие её  анархисты скрылись через калитку в сторону Чернышевского переулка[25]. Детонация произошла примерно через минуту после броска — к тому времени значительной части делегатов удалось покинуть помещение. В результате взрыва погибло 12 человек. Тыльная сторона дома была сильно повреждена, фасад и парадная лестница практически не пострадали. Спереди были выбиты все стёкла, местами сорваны рамы и двери. Бомба пробила дыру около трёх метров в диаметре в полу помещения, были переломаны две толстые балки. Вся задняя часть здания рухнула в сад, туда же упала снесённая взрывом железная крыша. Реставрацию дома в 1922 году осуществил архитектор В. М. Маят. По его же проекту возле дома установлен памятник погибшим (гранит, бетон)[5]. В советское время в здании находилось представительство Украинской ССР в Москве, с 1992 по 2022 год - Посольство Украины в России.
- № 20,  ЦГФО — городская усадьба Ф. И. Зандена — К. Ф. Розенова — А. А. Оттен с лепным декором в стиле «модерн» (начало XIX века; 1900-е). Перестройку и изменение фасада здания в начале XX века осуществил архитектор П. В. Харко[5].
- № 22 — бывшая соловая Моссовета (1970-е, архитекторы, А. Е. Аркин, Г. А. Петрова и инженер Е. Свиридова)[26]
- № 24, стр. 1,  памятник архитектуры (вновь выявленный объект) — доходный дом А. И. Катык (1899, архитектор Н. А. Мейнгард). Здесь в мае 1904 года жил писатель А. П. Чехов, в 1900—1904 годах — артист Ф. И. Шаляпин, в 1901—1902 годах — композитор С. В. Рахманинов[5], позднее — инфекционист Э. Е. Штайншнайдер[27].

## Памятники
В Леонтьевском переулке (сквер Муслима Магомаева, адрес: Леонтьевский переулок, 16, стр.2) установлен памятник Муслиму Магомаеву; скульптор А. Рукавишников.
Памятник был открыт 15 сентября 2011 года.

## Транспорт
По Леонтьевскому переулку транспорт не проходит. Ближайшие остановки на Большой Никитской улице «Консерватория» автобусов м6 на Тверской улице «Тверская площадь» автобусов е30, м1, м40, н1.